# ديك ليون
ديك ليون (بالإنجليزية: Dick Lyon)‏ هو مجدف أمريكي، ولد في 7 سبتمبر 1939 في سان فيرناندو في الولايات المتحدة.

## وصلات خارجية
- ديك ليون على موقع الاتحاد الدولي للتجديف (الإنجليزية)
- ديك ليون على موقع اللجنة الأولمبية الدولية (الإنجليزية)
- ديك ليون على موقع أوليمبيديا (الإنجليزية)